# Gli Uccelli (Respighi)
Gli uccelli és una suite composta el febrer de 1928 per Ottorino Respighi i estrenada el 6 de juny del mateix any, al Teatre Municipal de São Paulo (Brasil) per l'orquestra dirigida pel mateix compositor. Consta de cinc moviments (parts), cadascun dedicat a un ocell (excepte el primer) i inspirat en un compositor dels segles XVII i XVIII.

## Context històric

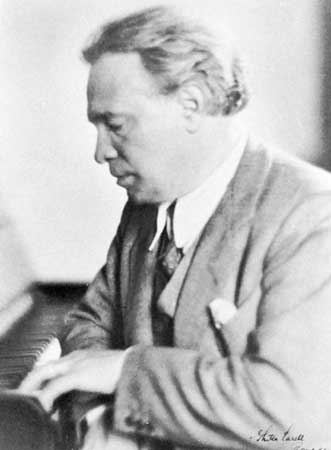
Respighi 1935

El segle XX és un segle convuls i inevitablement quan pensem en art ens venen al cap els moviments d'avantguarda trencadors i desafiants. Respighi però pretén tornar bastant enrere en la història de la música, concretament als segles XVII i XVIII, període anomenat Renaixement. Per això s'etiqueta aquesta obra com a Neoclàssica. La idea és innovar portant la música antiga a l'estil propi del compositor.

«Els ocells han inspirat els seus companys terrenals (els humans?) per imitar compositors anònims de virelais des del segle xiv a Peter Maxwell Davies. Com a compositors darrere les peces més generals de Respighi, Bernardo Pasquini (1637-1710) va ser el teclista i compositor més important entre Frescobaldi i Scarlatti. Respighi construeix un acollidor Preludi usant bastants moviments d'una de les seves suites. Jacques Gallot, compositor del tendre La Colomba, va ser un membre de la família de llaütistes parisencs del segle xvii. Jean-Philippe Rameau (1683-1764) va ser el millor músic francès i, amb Händel, el compositor d'òpera més inspirat del moment. La seva gallina? (hen), encara agitada, reté la dignitat que esperem en un contemporani de Lluís XV. La bonica coda és de Respighi. Respighi atribueix el Rossinyol a "un anglès anònim del segle XVII", encara que ara sabem tot i que el rossinyol era anglès, el compositor de "Engels Nachtegaeltje" va ser Jacob van Eyck (c. 1590-1657), un flautista de bec cec virtuós i carilloner a Utrecht. Després d'això tornem a Pasquini i arriba al cuculus canorus (cucut), la criatura sense escrúpols amb la crida de dues notes? Respighi permet que s'infiltrin trossets del Preludi de Pasquini, arrodonint pulcrament la suite amb la música d'obertura (inicial).»

## Instrumentació
Respighi va escriure l'obra per a petita orquestra, una formació d'orquestra simfònica reduïda.

| Instrumentació de Gli Uccelli                                             |
| Cordòfons                                                                 |
| primers violins, segons violins, violes, violoncels, contrabaixos, 1 arpa |
| Aeròfons de fusta                                                         |
| 2 flautes travesseres, una d'elles piccolo 1 oboè, 2 clarinets, 2 fagots  |
| Aeròfons de metall                                                        |
| 2 trompes, 2 trompetes                                                    |
| Idiòfons de metall                                                        |
| 1 celesta                                                                 |

## Anàlisi

### Estructura i forma
(en procés)
| Moviment   | I - Preludio                     | II - La colomba               | III - La gallina                    | IV - L'usignuolo      | V - Il cucù                      |
| Inspiració | da Bernardo Pasquini (1637-1710) | da Jacques Gallot (?-1685 c.) | da Jean Philippe Rameau (1683-1764) | da un anonimo inglese | da Bernardo Pasquini (1637-1710) |
| Caràcter   | Allegro moderato                 | Andante espressivo            | Allegro vivace                      | Andante Mosso         | Allegro                          |
| Tempo      | .\| = 104                        | .\| = 69                      | .\| = 120                           | .\| = 96              | .\| = 126                        |
| Compàs     | 4/4                              | 3/4                           | 3/4                                 | 4/4                   | 4/4                              |
| Tonalitat  | La Major                         | Fa# menor                     | La menor                            | Do Major              | La Major                         |

### I-Preludio
(en procés)
| Secció     | 1 - Exposició    | 1 - Exposició | 1 - Exposició | 2          | 3          | 4         | 1 - Reexposició                |
| Descripció |                  |               |               |            |            |           |                                |
| Caràcter   | Allegro moderato | Allegro       | Vivo          | Allegretto | Allegretto | Vivo      | Primo tempo (Allegro moderato) |
| Tempo      | .\| = 104        | .\| = 126     | .\| = 132     | .\| . = 84 | .\| . = 84 | .\| = 132 | .\| = 104                      |
| Compàs     | 4/4              | 3/4           | 4/4           | 3/8        | 3/8        | 4/4       | 4/4                            |
| Tonalitat  | La Major         | La Major      | La Major      | La Major   | La Major   | La Major  | La Major                       |

### II-La colomba
(en procés)
| Secció     | 1                  | 2                  | 3                  | 4                  | 5         |
| Descripció |                    |                    |                    |                    |           |
| Caràcter   | Andante espressivo | Andante espressivo | Andante espressivo | Andante espressivo | Allegro   |
| Tempo      | .\| = 69           | .\| = 69           | .\| = 69           | .\| = 69           | .\| = 108 |
| Compàs     | 3/4                | 3/4                | 3/4                | 3/4                | 3/4       |
| Tonalitat  | Fa# menor          | Fa# menor          | Fa# menor          | Fa# menor          | Fa# menor |

### III-La gallina
(en procés)
| Secció     | 1              | 2              | 3              | 4              | 5              | 6 |
| Descripció | Text de cel·la | Text de cel·la | Text de cel·la | Text de cel·la | Text de cel·la |   |
| Caràcter   | Text de cel·la | Text de cel·la | Text de cel·la | Text de cel·la | Text de cel·la |   |
| Tempo      | Text de cel·la | Text de cel·la | Text de cel·la | Text de cel·la | Text de cel·la |   |
| Compàs     | Text de cel·la | Text de cel·la | Text de cel·la | Text de cel·la | Text de cel·la |   |
| Tonalitat  | Text de cel·la | Text de cel·la | Text de cel·la | Text de cel·la | Text de cel·la |   |

### IV-L'usignuolo
(en procés)
| Secció     | 1              | 2              | 3              | 4              | 5              |  |
| Descripció | Text de cel·la | Text de cel·la | Text de cel·la | Text de cel·la | Text de cel·la |  |
| Caràcter   | Text de cel·la | Text de cel·la | Text de cel·la | Text de cel·la | Text de cel·la |  |
| Tempo      | Text de cel·la | Text de cel·la | Text de cel·la | Text de cel·la | Text de cel·la |  |
| Compàs     | Text de cel·la | Text de cel·la | Text de cel·la | Text de cel·la | Text de cel·la |  |
| Tonalitat  | Text de cel·la | Text de cel·la | Text de cel·la | Text de cel·la | Text de cel·la |  |

### V-Il cucù
(en procés)
| Secció     | 1              | 2              | 3              | 4              | 5              | 6 | 7 | 8 |  |
| Descripció | Text de cel·la | Text de cel·la | Text de cel·la | Text de cel·la | Text de cel·la |   |   |   |  |
| Caràcter   | Text de cel·la | Text de cel·la | Text de cel·la | Text de cel·la | Text de cel·la |   |   |   |  |
| Tempo      | Text de cel·la | Text de cel·la | Text de cel·la | Text de cel·la | Text de cel·la |   |   |   |  |
| Compàs     | Text de cel·la | Text de cel·la | Text de cel·la | Text de cel·la | Text de cel·la |   |   |   |  |
| Tonalitat  | Text de cel·la | Text de cel·la | Text de cel·la | Text de cel·la | Text de cel·la |   |   |   |  |

## Enregistraments
Taula on es mostren àlbums on apareix Gli Uccelli, ordenats cronològicament:
| Any  | Títol disc | Segell discogràfic                       | Catàleg       | Conjunt                                                                                         | Director                                   |
| ---- | --- | ---------------------------------------- | ------------- | ----------------------------------------------------------------------------------------------- | ------------------------------------------ |
| 1988 | Respighi: Ancient Airs & Dances, Suite 3; La Boutique Fantasque                                                           | Philips                                  | #420485       | Academy of St. Martin-in-the-Fields                                                             | Neville Marriner                           |
| 1990 | Dorati Conducts Respighi                                                                                                  | Mercury                                  | #432007       | London Symphony Orchestra                                                                       | Antal Doráti                               |
| 1991 | Respighi: The Birds; 3 Boticelli Pictures; Il Tramonto                                                                    | Chandos                                  | #8913         | Bournemouth Sinfonietta                                                                         | Tamás Vásáry                               |
| 1993 | Ottorino Respighi: Ancient Airs and Dances; Gli Uccelli (The Birds)                                                       | Omega Music Poland                       | #1007         | Australian Chamber Orchestra                                                                    | Christopher Lyndon-Gee                     |
| 1993 | Respighi: Gli Uccelli; Antiche Danze ed Arie; Trittico Botticelliano                                                      | DG Deutsche Grammophon                   | #437533       | Orpheus Chamber Orchestra                                                                       | No en té                                   |
| 1993 | Respighi: Gli Uccelli; Trittico Botticelliano; Antiche Danze ad Arie                                                      | Erato                                    | 92187         | I Solisti Veneti                                                                                | Claudio Scimone                            |
| 1995 | Ottorini Respighi: Concerto in La Maggiore; Di Sera Serenata; Adagio con Variazioni; Glu Uccelli                          | Bayer Records                            | #2166         | Orchestra Sinfonica di Sassari                                                                  | Roberto Tigani                             |
| 1996 | Respighi: Belfagor Overture; Pines of Rome; Fountains of Rome; The Birds; Three Botticelli Pictures; Antiche Arie e Danze | EMI Music Distribution / Warner Classics | #7243569358   | Academy of St. Martin-in-the-Fields / London Symphony Orchestra / Los Angeles Chamber Orchestra | Lamberto Gardelli / Neville Marriner       |
| 1997 | Classical Zoo | Telarc Distribution                      | #80443        | Atlanta Symphony Orchestra                                                                      | Louis Lane / Yoel Levi                     |
| 1998 | Respighi: The Birds; Church Windows; Scarlatti/Tommasini: The Good Humored Ladies                                         | Sony Music Distribution                  | #60311        | Philadelphia Orchestra                                                                          | Eugene Ormandy                             |
| 2000 | A Portrait of Sir Neville Marriner                                                                                        | D Classics                               | #70597        | Academy of St. Martin-in-the-Fields                                                             | Neville Marriner                           |
| 2001 | Panorama: Ottorino Respighi                                                                                               | DG Deutsche Grammophon                   | #469 181-2GP2 | Berlin Philharmonic Orchestra                                                                   | Lorin Maazel                               |
| 2001 | Respighi: Pini di Roma; Fontane di Roma; Gli Uccelli; Antische arie e danze                                               | Decca                                    |               | San Francisco Symphony                                                                          | Edo de Waart                               |
| 2001 | Respighi: The Pines of Rome; The Fountains of Rome; The Birds                                                             | Unesco                                   | #70722        | Academy of St. Martin-in-the-Fields                                                             | Neville Marriner                           |
| 2002 | Respighi: Pines of Rome; The Birds; Fountains of Rome                                                                     | Telarc Distribution                      | #80085        | Atlanta Symphony Orchestra                                                                      | Louis Lane                                 |
| 2004 | Respighi: Orchestral Masterpieces (1879-1936)                                                                             | Vanguard                                 | #ATMCD1227    | Baltimore Symphony Orchestra / Australian Chamber Orchestra                                     | Sergiu Comissiona / Christopher Lyndon-Gee |
| 2004 | Birds: Music Arranged for Flute Ensemble & Piano by Yoav Talmi                                                            | Centaur Records                          | #2696         | Israel Flute Ensemble                                                                           | No en té                                   |
| 2005 | Respighi: Gli uccelli; Il tramonto; Trittico botticelliano                                                                | Dux Records                              | #489          | Wroclaw Chamber Orchestra "Leopoldinum"                                                         | Michal Nesterowicz                         |
| 2008 | The Essential Respighi | Decca                                    | #443759       | London Symphony Orchestra                                                                       | István Kertész                             |
| 2009 | Basic Respighi | DG Deutsche Grammophon                   | #7243569358   | Berlin Philharmonic Orchestra / Boston Symphony Orchestra                                       | Lorin Maazel / Giuseppe Sinopoli           |
| 2009 | Respighi: Roman Trilogy; Gli Uccelli; Trittico Botticelliano; La Sensitiva                                                | EMI Classics / Warner Classics           | #5099923767   | Academy of St. Martin-in-the-Fields                                                             | Neville Marriner                           |
| 2010 | Respighi: La Boutique Fantasque                                                                                           | CPO                                      | #777295       | Orchestra del Teatro Massimo di Palermo                                                         | Marzio Conti                               |
| 2010 | The Carnival of the Animals for Kids                                                                                      | EMI Classics                             |               | Academy of St. Martin-in-the-Fields                                                             | Neville Marriner                           |
| 2011 | Respighi: Fountains of Rome; Pines of Rome; Ancient Airs and Dances                                                       | Newton Classics                          | #8802048      | London Symphony Orchestra                                                                       | Antal Doráti                               |
| 2011 | Respighi: Orchestral Works                                                                                                | Decca                                    |               | New York Philharmonic / Orpheus Chamber Orchestra                                               | Giuseppe Sinopoli                          |
| 2012 | Respighi: Complete Orchestral Music, Vol. 1                                                                               | Brilliant Classics                       | #94392        | Orchestra Sinfonica di Roma                                                                     | Francesco La Vecchia                       |
| 2013 | Mercury Living Presence: The Collector's Edition, Vol. 2                                                                  | Decca / Mercury                          | #4785092      | London Symphony Orchestra                                                                       | Antal Doráti                               |
| 2013 | Respighi: Pini di Roma; Fontane di Roma; Antiche arie e danze, Suite No. 3                                                | DG Deutsche Grammophon / Universal       |               | Academy of St. Martin-in-the-Fields / New York Philharmonic / Orpheus Chamber Orchestra         | Giuseppe Sinopoli                          |
| 2014 | Respighi: The Birds; Three Botticelli Pictures; Suite in G major                                                          | Naxos                                    | #8573168      | Chamber Orchestra of New York 'Ottorino Respighi'                                               | Salvatore di Vittorio                      |

### Bibliogràfiques
http://www.cwso.org/i/p/notes_concert1_final_%282%29_program_notes_by_schubert_and_berk.pdf Arxivat 2016-03-03 a Wayback Machine.
http://www.elginsymphony.org/EDUCATION/FILES/NaturesSoundscapeProgramNotes.pdf%5BEnllaç+no+actiu%5D

### Webgràfiques
http://www.flaminioonline.it/Guide/Respighi/Respighi-Uccelli.html
http://imslp.org/wiki/Gli_Uccelli_%28Respighi,_Ottorino%29
http://www.allmusic.com/composition/gli-uccelli-the-birds-suite-for-orchestra-p-154-mc0002366998
https://archive.org/details/mbid-b56470b9-6a01-4586-8bb2-77f1e2e256bd
Simfonia núm. 8 (Mahler)#An.C3.A0lisi
http://www.laboutiquefantastique.com/

### Visuals
https://commons.wikimedia.org/wiki/File:Respighi_1935.jpg
https://commons.wikimedia.org/wiki/Category:La_boutique_fantastique_%28Bakst%29

### Audiovisuals
https://www.youtube.com/watch?v=vZ1qOBf_JQg
Respighi, Ottorino (Text Contraportada Enregistrament digital) (en anglès) Respighi Pini di Roma Fontane di Roma Gli Uccelli San Francisco Symphony Orchestra. PHILIPS, 6514202, 1928 [Consulta: 6 maig 2015].

### Sonores
https://www.youtube.com/watch?v=nZzpcnYy1jQ
https://open.spotify.com/user/freakmartini/playlist/3BBmPJoEKEJhMZBmFDCdxU
https://open.spotify.com/user/freakmartini/playlist/2mFZScPEc0MRpeTvZ9hVaK
https://open.spotify.com/user/freakmartini/playlist/2eFt3VSZWaXwQv7NMVQlVA
https://open.spotify.com/user/freakmartini/playlist/2D1YgOPAehG5NTVYtCC0e0